# Collegio elettorale di Rende (Camera dei deputati)
Il collegio di Rende fu un collegio elettorale uninominale della Repubblica Italiana per l'elezione della Camera dei deputati. Apparteneva alla circoscrizione Calabria e fu utilizzato per eleggere un deputato nella XII, XIII e XIV legislatura.
Venne istituito nel 1993 con la cosiddetta Legge Mattarella (Legge n. 277, Nuove norme per l'elezione della Camera dei deputati), attuata in seguito al referendum abrogativo del 1993. La legge istituì per la Camera dei deputati e per il Senato della Repubblica un sistema di elezione misto, in parte maggioritario e in parte proporzionale. Il 75% dei parlamentari dell'assemblea veniva eletto in collegi uninominali tramite sistema maggioritario a turno unico; il restante 25% alla Camera veniva eletto tramite sistema proporzionale con liste bloccate.
Il collegio venne abolito insieme a tutti gli altri che costituivano la Camera con la promulgazione della legge elettorale successiva, la cosiddetta Legge Calderoli. Questa prevedeva un sistema proporzionale con premio di maggioranza, che alla Camera veniva attribuito a livello nazionale.

## Territorio
Il collegio di Rende era uno dei 17 collegi uninominali in cui era suddivisa la Calabria e, come previsto dal D.Lgs. del 20 dicembre 1993 n. 536, era interamente compreso nella provincia di Cosenza e comprendeva i seguenti comuni: Aprigliano, Casole Bruzio, Castiglione Cosentino, Castrolibero, Celico, Cerisano, Figline Vegliaturo, Lappano, Luzzi, Marano Marchesato, Marano Principato, Mendicino, Montalto Uffugo, Pedace, Piane Crati, Pietrafitta, Rende, Rose, Rovito, San Fili, San Pietro in Guarano, San Vincenzo La Costa, Serra Pedace, Spezzano della Sila, Spezzano Piccolo, Trenta e Zumpano.

## Eletti
| Elezione | Elezione | Deputato        | Partito            |
| -------- | -------- | --------------- | ------------------ |
|          | 1994     | Sergio De Julio | Progressisti (PDS) |
|          | 1996     | Aldo Brancati   | L'Ulivo (MID)      |
|          | 2001     | Giuseppe Camo   | L'Ulivo (PPI)      |

## Dati elettorali

### XII legislatura

#### Risultati proporzionale
| Coalizioni        | Coalizioni                                | Liste                                     | Liste                                     | Voti   | %     |
| ----------------- | ----------------------------------------- | ----------------------------------------- | ----------------------------------------- | ------ | ----- |
|                   | Progressisti                              |                                           | Partito Democratico della Sinistra        | 18.131 | 25,51 |
|                   | Progressisti                              | Rifondazione Comunista                    | 6.676                                     | 9,39   |       |
|                   | Progressisti                              | Partito Socialista Italiano               | 2.746                                     | 3,86   |       |
|                   | Progressisti                              | Alleanza Democratica                      | 1.743                                     | 2,45   |       |
|                   | Progressisti                              | Federazione dei Verdi                     | 1.531                                     | 2,15   |       |
|                   | Progressisti                              | Movimento per la Democrazia - La Rete     | 1.190                                     | 1,67   |       |
| Totale coalizione | Totale coalizione                         | 32.017                                    | 45,03                                     |        |       |
|                   | Polo del Buon Governo                     |                                           | Forza Italia                              | 12.978 | 18,26 |
|                   | Polo del Buon Governo                     | Alleanza Nazionale                        | 12.529                                    | 17,63  |       |
| Totale coalizione | Totale coalizione                         | 25.507                                    | 35,89                                     |        |       |
|                   | Patto per l'Italia                        |                                           | Partito Popolare Italiano                 | 6.030  | 8,48  |
|                   | Patto per l'Italia                        | Patto Segni                               | 4.018                                     | 5,65   |       |
| Totale coalizione | Totale coalizione                         | 10.048                                    | 14,13                                     |        |       |
|                   | Movimento Liberaldemocratico e Socialista | Movimento Liberaldemocratico e Socialista | Movimento Liberaldemocratico e Socialista | 1.263  | 1,78  |
|                   | Socialdemocrazia                          | Socialdemocrazia                          | Socialdemocrazia                          | 647    | 0,91  |
|                   | Movimento Meridionale                     | Movimento Meridionale                     | Movimento Meridionale                     | 524    | 0,74  |
|                   | Liberal Democratici Europei               | Liberal Democratici Europei               | Liberal Democratici Europei               | 502    | 0,71  |
|                   | Unione Mediterranea                       | Unione Mediterranea                       | Unione Mediterranea                       | 233    | 0,33  |
|                   | Movimento Cristiano Veritas               | Movimento Cristiano Veritas               | Movimento Cristiano Veritas               | 190    | 0,27  |
|                   | Idea Città                                | Idea Città                                | Idea Città                                | 147    | 0,21  |
| Totale            | Totale                                    | Totale                                    | Totale                                    | 71.078 |       |

#### Risultati uninominale
|                               | Sergio De Julio ✔️ Eletto | Progressisti                                      | 28 839 | 40,22 |  |  |  |  |  |
|                               | Oscar Lucente             | Polo del Buon Governo (FI - AN - CCD - UDC - PLD) | 23 638 | 32,97 |  |  |  |  |  |
|                               | Sandro Principe           | Patto per l'Italia                                | 13 860 | 19,33 |  |  |  |  |  |
|                               | Eraldo Rizzuti            | Movimento Meridionale                             | 3 138  | 4,38  |  |  |  |  |  |
|                               | Francesco D'Ambrosio      | Liberal Democratici Europei                       | 1 366  | 1,91  |  |  |  |  |  |
|                               | Vincenza Lore'            | Movimento Federalista Calabria Libera             | 860    | 1,20  |  |  |  |  |  |
| Totale                        | Totale                    | Totale                                            | 71 701 | 100   |  |  |  |  |  |
|                               |                           |                                                   |        |       |  |  |  |  |  |
| Fonte: Ministero dell'interno |                           |                                                   |        |       |  |  |  |  |  |

### XIII legislatura

#### Risultati proporzionale
| Coalizioni        | Coalizioni                         | Liste                                     | Liste                              | Voti   | %     |
| ----------------- | ---------------------------------- | ----------------------------------------- | ---------------------------------- | ------ | ----- |
|                   | Polo per le Libertà                |                                           | Alleanza Nazionale                 | 18.512 | 25,85 |
|                   | Polo per le Libertà                | Forza Italia                              | 10.562                             | 14,75  |       |
|                   | Polo per le Libertà                | CCD-CDU                                   | 3.821                              | 5,34   |       |
| Totale coalizione | Totale coalizione                  | 32.895                                    | 45,94                              |        |       |
|                   | L'Ulivo                            |                                           | Partito Democratico della Sinistra | 16.460 | 22,99 |
|                   | L'Ulivo                            | Popolari per Prodi (PPI-SVP-PRI-UD-Prodi) | 4.447                              | 6,21   |       |
|                   | L'Ulivo                            | Rinnovamento Italiano                     | 3.908                              | 5,46   |       |
|                   | L'Ulivo                            | Federazione dei Verdi                     | 1.754                              | 2,45   |       |
| Totale coalizione | Totale coalizione                  | 26.569                                    | 37,11                              |        |       |
|                   | Progressisti                       |                                           | Rifondazione Comunista             | 8.050  | 11,24 |
|                   | Partito Socialista                 | Partito Socialista                        | Partito Socialista                 | 1.746  | 2,44  |
|                   | Movimento Sociale Fiamma Tricolore | Movimento Sociale Fiamma Tricolore        | Movimento Sociale Fiamma Tricolore | 1.260  | 1,76  |
|                   | Lista Pannella - Sgarbi            | Lista Pannella - Sgarbi                   | Lista Pannella - Sgarbi            | 878    | 1,23  |
|                   | Rinnovamento                       | Rinnovamento                              | Rinnovamento                       | 207    | 0,29  |
| Totale            | Totale                             | Totale                                    | Totale                             | 71.605 |       |

#### Risultati uninominale
|                               | Aldo Brancati ✔️ Eletto | L'Ulivo             | 36 219 | 51,70 |  |  |  |  |  |
|                               | Francesco Pichierri     | Polo per le Libertà | 29 327 | 41,86 |  |  |  |  |  |
|                               | Sergio Staino           | Fiamma Tricolore    | 3 491  | 4,98  |  |  |  |  |  |
|                               | Vanda Poeta             | Rinnovamento        | 1 015  | 1,45  |  |  |  |  |  |
| Totale                        | Totale                  | Totale              | 70 052 | 100   |  |  |  |  |  |
|                               |                         |                     |        |       |  |  |  |  |  |
| Fonte: Ministero dell'interno |                         |                     |        |       |  |  |  |  |  |

### XIV legislatura

#### Risultati proporzionale
| Coalizioni        | Coalizioni              | Liste                                 | Liste                   | Voti   | %     |
| ----------------- | ----------------------- | ------------------------------------- | ----------------------- | ------ | ----- |
|                   | Casa delle Libertà      |                                       | Forza Italia            | 20.626 | 26,67 |
|                   | Casa delle Libertà      | Alleanza Nazionale                    | 10.612                  | 13,72  |       |
|                   | Casa delle Libertà      | CCD-CDU                               | 1.895                   | 2,45   |       |
|                   | Casa delle Libertà      | Nuovo PSI                             | 1.559                   | 2,02   |       |
| Totale coalizione | Totale coalizione       | 34.692                                | 44,86                   |        |       |
|                   | L'Ulivo                 |                                       | Democratici di Sinistra | 15.982 | 20,67 |
|                   | L'Ulivo                 | La Margherita (Dem - PPI - RI- UDEUR) | 8.228                   | 10,64  |       |
|                   | L'Ulivo                 | Il Girasole (FdV - SDI)               | 3.442                   | 4,45   |       |
|                   | L'Ulivo                 | Comunisti Italiani                    | 1.490                   | 1,93   |       |
| Totale coalizione | Totale coalizione       | 29.142                                | 37,69                   |        |       |
|                   | Rifondazione Comunista  | Rifondazione Comunista                | Rifondazione Comunista  | 4.269  | 5,52  |
|                   | Lista Di Pietro         | Lista Di Pietro                       | Lista Di Pietro         | 3.449  | 4,46  |
|                   | Democrazia Europea      | Democrazia Europea                    | Democrazia Europea      | 2.303  | 2,98  |
|                   | Lista Pannella - Bonino | Lista Pannella - Bonino               | Lista Pannella - Bonino | 2.235  | 2,89  |
|                   | Fiamma Tricolore        | Fiamma Tricolore                      | Fiamma Tricolore        | 1.126  | 1,46  |
|                   | Paese Nuovo             | Paese Nuovo                           | Paese Nuovo             | 81     | 0,10  |
|                   | Abolizione scorporo     | Abolizione scorporo                   | Abolizione scorporo     | 37     | 0,05  |
| Totale            | Totale                  | Totale                                | Totale                  | 77.334 |       |

#### Risultati uninominale
|                               | Giuseppe Camo ✔️ Eletto    | L'Ulivo            | 34 523 | 43,83 |  |  |  |  |  |
|                               | Francesco Alberto Covello  | Casa delle Libertà | 34 109 | 43,30 |  |  |  |  |  |
|                               | Pasquale Giovanni De Vita  | Lista Di Pietro    | 2 884  | 3,66  |  |  |  |  |  |
|                               | Maurizio Corrado           | Democrazia Europea | 2 827  | 3,59  |  |  |  |  |  |
|                               | Francesco Saverio Corbelli | Lista Emma Bonino  | 2 770  | 3,52  |  |  |  |  |  |
|                               | Pietro Caldarulo           | Fiamma Tricolore   | 1 658  | 2,10  |  |  |  |  |  |
| Totale                        | Totale                     | Totale             | 78 771 | 100   |  |  |  |  |  |
|                               |                            |                    |        |       |  |  |  |  |  |
| Fonte: Ministero dell'interno |                            |                    |        |       |  |  |  |  |  |